# 中林貞男
中林 貞男（なかばやし さだお、1907年10月8日-2002年3月10日）は、日本の社会運動家。日本生活協同組合連合会（日本生協連）第4代会長。

## 経歴・人物
富山県出身。1932年、早稲田大学を卒業。報知新聞社会部記者となり、二・二六事件や相沢事件の取材にもあたった。1940年、大日本産業報国会が発足すると、藤井丙午の勧めにより同会会長平生釟三郎の秘書に転じた。
賀川豊彦らによる1945年11月の日本協同組合同盟の創立に参加し、事務局長に就任。1951年、日本生活協同組合連合会の発足とともに専務理事となった。1971年-1985年、14年間にわたって第4代会長を務め、生協育ての親といわれている。のち日本生協連名誉会長。1989年、世界の協同組合人にとって最高の栄誉とされる「アルビン・ヨハンソン・ゴールド・メダル」を受賞した。
原水爆禁止運動統一のために尽力するなど、1970年代後半から1980年代の平和運動でも重要な役割を果たした。
東京都世田谷区の成勝寺に墓があり、自筆で書かれた「一人は万人のために 万人は一人のために」の文字が刻まれている
。